# The Futon Critic
The Futon Critic é um site que publica artigos sobre programação do horário nobre de emissoras de transmissão aberta e a cabo, nos Estados Unidos. Fundada por Brian Ford Sullivan, em 1997, o site publica críticas da programação do horário nobre e entrevistas de pessoas da indústria da televisão, assim como republicações de relatórios de dados da Nielsen ratings e comunicados de imprensa fornecidos pelas emissoras de televisão.